# Fernando Mendes
Luiz Fernando Mendes Ferreira (Conselheiro Pena, 7 de maio de 1950), conhecido como Fernando Mendes, é um cantor e compositor brasileiro. Destacou-se durante a década de 1970 com a canção Cadeira de rodas, no disco que vendeu mais de um milhão de cópias, sendo executada nas rádios de todo o país.

## Biografia
Fernando Mendes nasceu na cidade mineira de Conselheiro Pena numa família pobre, e desde a infância demonstrava o anseio pela carreira musical. Aos quinze anos de idade, ganhou, de presente de aniversário do pai, um violão,[carece de fontes?] e aos dezessete, formou, junto de alguns amigos, um conjunto musical jovem chamado Blue Boys, se apresentando em bailes e festas na cidade.
Através de um amigo, se transferiu para a cidade do Rio de Janeiro, e conseguiu um emprego como crooner na Boate Plaza, onde se apresentava interpretando canções de diversos artistas. Nesta boate, Fernando conheceu o chefe de promoção da gravadora Copacabana, que lhe apresentou a Miguel Plopschi, integrante da banda The Fevers, e na época um divulgador da gravadora Odeon, de imediato, o contratou após um teste.

### Carreira
A carreira de Fernando Mendes começou concomitantemente à de José Augusto, com quem compôs e gravou algumas canções. Em agosto de 1972, com a ajuda de Miguel, Fernando fez um teste na gravadora EMI-Odeon. A canção "A Desconhecida", composta em parceria com Fernando Augusto ("Banana"), chegou às paradas de todo o país, e 400 mil compactos e 60 mil discos foram vendidos. A canção teve catorze gravações, mas apenas a de Fernando e a de Ed Carlos foram tocadas. Ela foi regravada anos depois pelo MC  Mister Mu, no início da década de 1990, e pelo cantor Leonardo em 2004, sendo uma das mais tocadas da época. tornando o cantor conhecido em todo o Brasil. A canção "Recordações", também presente no primeiro disco, foi o segundo sucesso de sua carreira.
Em 1974, uma de suas canções, "Meu Pequeno Amigo", foi censurada pelo governo militar da época.. Ela fazia referência ao caso Carlinhos, sequestro de grande repercussão na época e não elucidado até hoje. No entanto, ele começou a fazer excursões pelo Brasil numa média de 10 a 15 cidades por mês. Transformado numa espécie de ídolo das massas populares o artista teve seu segundo LP lançado no final de 1974 voltando a repetir o feito dos anteriores com a canção Ontem, Hoje, Amanhã.
Fernando chegou ao auge de sua carreira em 1975 quando seu terceiro LP apresentou a faixa Cadeira de Rodas tendo alcançado a vendagem de mais de 250 mil LPs vendidos em poucos meses, rendendo-lhe vários prêmios, inclusive o disco de ouro.
O ano de 1976 trouxe mais dois sucessos à carreira do cantor: A Menina da Calçada e Sorte Tem Quem Acredita Nela, que teve os arranjos de Hugo Bellard e foi tema da novela Duas Vidas exibida pela Rede Globo.
Entre os prêmios que ganhou, está um disco de ouro e o "Prêmio Villa Lobos" de disco mais vendido de 1978 com a canção Você não Me Ensinou a Te Esquecer, canção que também contou com o arranjo de Hugo Bellard.
As canções de Fernando Mendes continuaram desde então a ser lançadas em versões mais atuais. Em 1999 Fernando reuniu seus maiores sucessos  em um único CD ao vivo. E para 2007, o músico trouxe uma novidade aos fãs de todo Brasil, um DVD ao vivo que contou com a participação de cantores consagrados pela MPB.

## Sucesso com Caetano Veloso
A "volta" de Fernando Mendes ao cenário musical se deu com a regravação de Você não Me Ensinou a Te Esquecer, por Caetano Veloso para a trilha sonora do filme Lisbela e o Prisioneiro. A regravação rendeu uma redescoberta do compositor e cantor mineiro, que teve uma coletânea lançada pela Som Livre. A mesma canção foi regravada também por Bruno e Marrone, Chrystian & Ralf e outros. Devido ao grande sucesso a canção romântica recebeu prêmios da ABPD (Associação Brasileira de Produtores de Discos) e o "Prêmio Villa Lobos" como o disco mais vendido. A canção também foi indicada ao Grammy Latino 2004.

## Atualidade
Ao longo de sua carreira fez diversos shows no Brasil e no exterior e participou de variados programas de rádio e televisão. Atualmente continua a carreira de compositor e se apresentando em diversos locais do Brasil.

## Discografia
- 1973: Fernando Mendes
- 1974: Fernando Mendes
- 1975: Fernando Mendes
- 1976: Fernando Mendes
- 1977: Fernando Mendes
- 1978: Fernando Mendes
- 1979: Fernando Mendes
- 1980: Fernando Mendes
- 1981: Fernando Mendes
- 1982: Feitiço
- 1983: Fernando Mendes
- 1984: Loucura Passional
- 1985: Tema Para Um Adeus
- 1986: Fernando Mendes
- 1988: Fogo de Amor
- 1989: Fernando Mendes
- 1991: Fernando Mendes
- 1993: Fernando Mendes
- 1994: Fernando Mendes
- 1996: Fernando Mendes
- 2003: Ao Vivo
- 2015: Fernando Mendes
- 2018: Fernando Mendes